# Cassytha larsenii
Cassytha larsenii är en lagerväxtart som beskrevs av André Joseph Guillaume Henri Kostermans. Cassytha larsenii ingår i släktet Cassytha och familjen lagerväxter. Inga underarter finns listade i Catalogue of Life.